# البروتين الغشائي لفيروس كورونا
بروتين الغشاء الخاص بفيروس كورونا (بالإنجليزية: Coronavirus membrane protein)‏ ويسمى كذلك ببروتين المطرس وسُمي سابقا بـE1 هو بروتين غشائي مدمج، يعد الأكثر وفرة من بين البروتينات الهيكلية الأربعة الرئيسة التي تُكوّن فيروسات فيروس كورونا،. ينظم البروتين الغشائي عملية تجميع فيريونات فيروس كورونا من خلال تفاعلات بروتينية-بروتينية مع الجزيئات الأخرى للبروتين الغشائي، وكذلك مع البروتينات الهيكلية الثلاثة الأخرى: البروتين الغلافي (E)، والبروتين الشوكي (S)، والبروتين النووي (N).

## البنية
بروتين الغشاء هو بروتين عبر غشائي يملك ثلاث نطاقات عبر غشائية وطوله حوالي 230 حمض أميني. في سارس-كوف-2 العامل المسبب لكوفيد 19، طول البروتين الغشائي 222 حمض أميني. طوبولوجيا الغشاء [الإنجليزية] الخاصة به توجِّه النهاية الكربوكسيلية نحو العصارة الخلوية أي داخل الفيروس. يملك هذا البروتين نهاية أمينية قصيرة ونطاق نهاية كربوكسيلي كبير. رغم أن تسلسل البروتين الغشائي غير منحفظ جيدا بين أجناس فيرووسات كورونا، توجد منطقة محفوظة مزدوج الألفة بالقرب من النهاية الكربوكسيلية للنطاق عبر الغشائي الثالث.
يعمل بروتين الغشاء كمثنوي متجانس. حددت دراسات بروتين الغشاء في العديد من فيروسات كورونا بواسطة المجهر الإلكتروني فائق البرودة هيئتي تطوي وظيفيتين متميزتين، يُعتقد أن لهما أدوارا مختلفة في تشكيل تآثرات بروتين بروتين مع البروتينات البنيوية الأخرى.

### تعديلات ما بعد الترجمة
بروتين الغشاء هو بروتين سكري تختلف غلكزته تبعا لجنس فيروس كورونا، عادة ما توجد غلكزة N في أجناس ألفا وغاما في حين توجد غلكزة O في جنس بيتا. توجد بعض الاستثناءات فعلى سبيل المثال: في سارس-كوف وهو فيروس بيتا، يملك بروتين الغشاء موقع غلكزة-N. لا يبدو أن حالة الغلكزة تملك تأثيرا يمكن قياسه على تضاعف الفيروس. لم يتم وصف تعديلات أخرى بعد الترجمة لبروتين الغشاء.

## التعبير والتموقع
يتواجد الجين المشفر لبروتين الغشاء في النهاية 3' من جينوم الفيروس الرنوي موجب الدلالة إلى جانب جينات البروتينات البنيوية الأخرى ومختلف جينات البروتينات الملحقة الخاصة التي تميز كل فيروس. يُترجم بروتين الغشاء بواسطة عديد ريبوسوم مرتبط بالغشاء. ليتم إدراجه في الشبكة الإندوبلازمية ونقله إلى الحيز الوسطي بين الشبكة الإندوبلازمية وجهاز غولجي [الإنجليزية] (ERGIC) وهو الحيز داخل الخلوي الذي يتشكل فيه الغلاف الفيروسي لفيروس كورونا، أو نقله إلى جهاز غولجي. الموقع الذي يتواجد فيه البروتين بالضبط يعتمد على نوع الفيروس. وجدت التحريات حول الموضع الخلوي الذي يتموقع فيه بروتين الغشاء الخاص بميرس-كوف تسلسل نهاية كربوكسيلية يخص نقل البروتينات إلى جهاز غولجي.

## الوظيفة

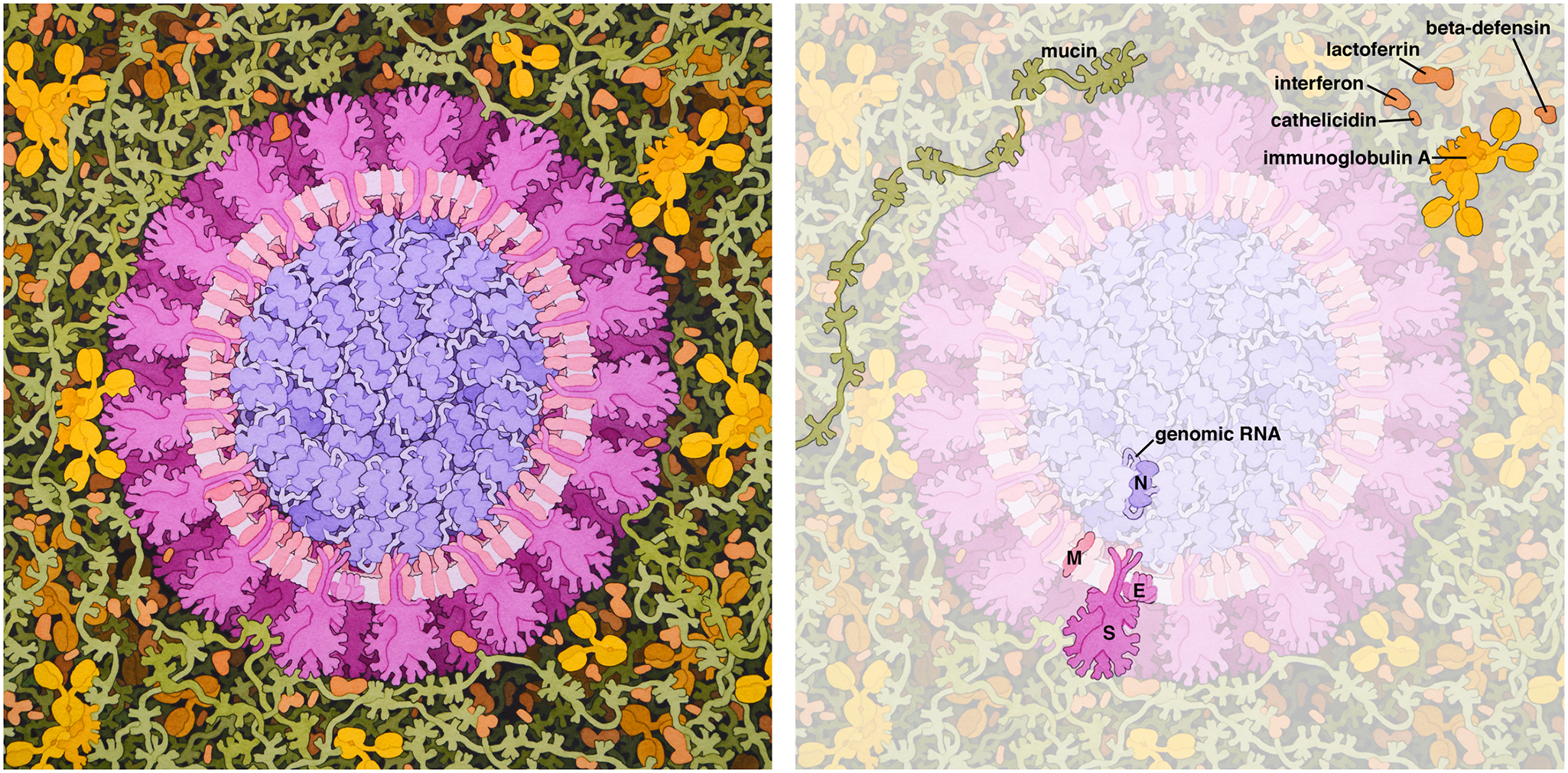
صورة لفيروس كورونا في الغشاء المخاطي التنفسي، تُظهر مواضع البروتينات البنيوية الأربعة ومكونات المحيط خارج الخلوي.

بروتين الغشاء هو البروتين الأكثر توافرا في فيرونات فيروس كورونا، وهو لازم للتضاعف الفيروسي.

### تجميع الفيروس
الوظيفة الرئيسية لبروتين الغشاء هي تنظيم تجميع فيرونات جديدة، وله دور في إقامة شكل الفيروس ومورفولوجيته. تتآثر جزيئات بروتين الغشاء مع بعضها البعض لتشكيل الغلاف الفيروسي وربما يكون قادرا على استبعاد بروتينات الخلية المضيفة من الغشاء الفيروسي. تقترح دراسات هذا البروتين في سارس-كوف أن تآثرات البروتين الغشائي-بروتين غشائي تتم بواسطة كلا النهايتين الأمينية والكربوكسيلية. فيروسات كورونا متعددة الأشكال بشكل متوسط ويبدو أن للاختلافات في هيئات بروتين الغشاء صلة بحجم الفيرون.
يشكل بروتين الغشاء تآثرات بروتين-بروتين مع جميع البروتينات البنيوية الرئيسية الثلاث الأخرى. بروتين الغشاء لازم لكنه غير كافٍ وحده لتجميع الفيروس، أُبلغ أن بروتين الغشاء والغلاف المعبر عنهما معا كافيان لتشكيل جسيمات شبيهة بالفيروس، مع ذلك، تختلف بعض التقارير في خلاصاتها حسب الظروف التجريبية ونوع الفيروس الذي تتم دراسته. في بعض التقارير، يبدو أن بروتين الغشاء قادر على إحداث انحناءات في الغشاء، وفي بعضها الآخر بروتين الغشاء وحده غير كافٍ من أجل ذلك ويحتاج بروتين الغلاف. رغم أن بروتين الغلاف ليس لازما بالضرورة، لكن يبدو أنه مطلوب من أجل مورفولوجيا طبيعية وقد يكون مسؤولا على إقامة الانحناءات أو بدء تبرعم الفيروس. يبدو أن بروتين الغشاء يملك دورا وظيفيا في المراحل الأخيرة من نضج الفيروس، إفرازه وتبرعمه.
أُبلغ أن إدراج بروتين الشوكة -المطلوب من أجل تجميع فيروسات معدية- يتم عبر تآثرات بروتين الغشاء وقد يعتمد على اتخاذ بروتين الغشاء لهيئات محددة. المنطقة مزدوجة الألفة المحفوظة بالنهاية الكربوكسيلية للنطاق عبر الغشائي الثالث ضرورية للتآثرات مع الشوكة. يبدو أن تآثرات بروتين الغشاء مطلوبة من أجل النقل الصحيح لبروتين الشوكة إلى الموقع الذي سيتبرعم منه الفيروس. يتآثر بروتين الغشاء مباشرة مع بروتين القفيصة النووية من دون الحاجة لتواجد الرنا. يبدو أن هذا التآثر يحدث بشكل أساسي عبر كلا نهايتي البروتينين الكربوكسيلية.

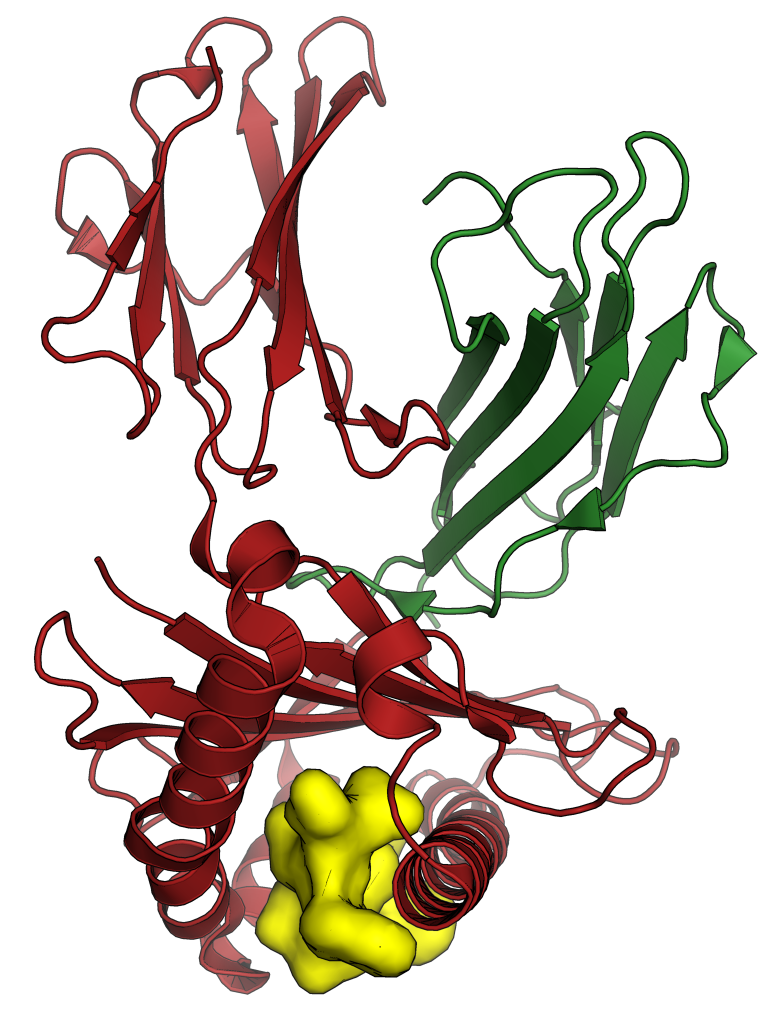
HLA-A*0201 البشري (أحمر) والجلوبلين المكروي بيتا-2 في مركب مع ببتيد مشتق من بروتين الغشاء لسارس-كوف (أصفر، ظاهر كسطح). من.

### تآثرات مع الجهاز المناعي
وُصف بروتين الغشاء في ميرس-كوف، سارس-كوف، وسارس-كوف-2 على أنه مناهض لاستجابة الإنترفيرون.
بروتين الغشاء مولد للمناعة وأُبلغ عن كونه محددا للمناعة الخلطية. وُصفت استجابات الخلايا التائية القاتلة لبروتين الغشاء. تم تحديد أجسام مضادة لحواتم تقع في بروتين الغشاء لدى المرضى المتعافين من المتلازمة التنفسية الحادة الوخيمة (سارس).

### دخول الخلية المضيفة
تم الإبلاغ بأن فيروس كورونا البشري NL63 يعتمد على بروتين الغشاء إلى جانب بروتين الشوكة ليتوسط تآثرات الخلية المضيفة التي تسبق دخول الفيروس. يُعتقد أن بروتين الغشاء يرتبط مع بروتيوغليكانات كبريتات الهيباران المكشوفة على سطح الخلية.

## التطور والانحفاظ
وجدت دراسة لتسلسلات سارس-كوف-2 تم جمعها خلال جائحة كوفيد 19 أن الطفرات المغلطة في جين بروتين الغشاء غير شائعة نسبيا واقترحت أنه تحت اصطفاء تنقية [الإنجليزية]. نتائج مماثلة خلصت إليها تحاليل وراثيات سكانية واسعة لمجموعة كبيرة من الفيروسات ذات الصلة، والتي وجدت أن بروتين الغشاء والعديد من البروتينات غير البنيوية في جينوم فيروس كورونا هي البروتينات الأكثر عرضة لقيود تطورية.